# Phytocoris listi
Phytocoris listi är en insektsart som beskrevs av Knight 1928. Phytocoris listi ingår i släktet Phytocoris och familjen ängsskinnbaggar. Inga underarter finns listade i Catalogue of Life.